# آموزش فلسفه

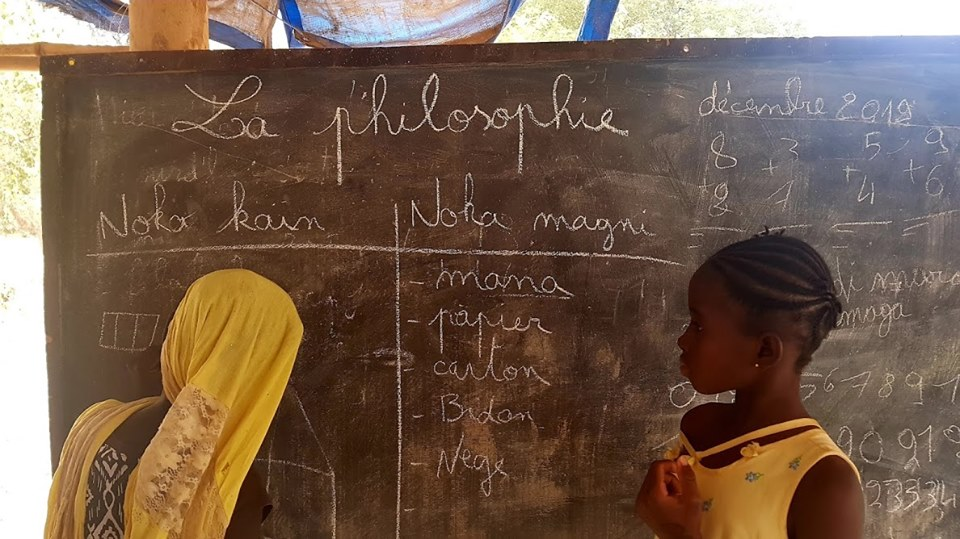
پرسش‌های نظری دربارهٔ آموزش فلسفه در مدارس با رویکردهای مختلف فیلسوفان تدریس می شود.

آموزشِ فلسفه شامل تدریس و یادگیری علم فلسفه و همچنین پژوهش دربارهٔ آن است. این مقوله با فلسفهٔ آموزش و پرورش تفاوت دارد.
آموزش این علم معمولاً به ۴ مرحله اصلی تقسیم می‌شود: 
- سطح پیش‌دبستانی (مانند پیش‌آمادگی، مهدکودک) و دبستانی؛ فلسفه برای کودکان
- سطح پایین (مانند مدرسه‌های راهنمایی) و دوره متوسطه (مانند دبیرستان‌ها)
- سطح بالای آموزشی (مانند کالج‌ها و دانشگاه‌ها)
- سطح پیشرفتهٔ آموزشی

در همهٔ کشورها آموزش فلسفه در همهٔ سطح‌های آموزشی ارائه نمی‌شود و در برخی از کشورها، درس فلسفه عملا از کل برنامهٔ درسی غایب است.

## رویکردهای نظری به آموزش فلسفه
پرسش‌های نظری دربارهٔ آموزش فلسفه در مدارس، دستکم از زمان امانوئل کانت و گئورگ ویلهلم فریدریش هگل مورد بحث بوده‌است. این مبحث در آلمان مدرن در دهه ۱۹۷۰ به ظهور دو رویکرد رقیب منجر شد: 
- رویکرد سنتی‌تر، رویکرد متن‌گرای Wulff D. Rehfus
- رویکرد مدرن‌تر، رویکرد دیالوگ‌گرا یا گفتگوگرای Ekkehard Martens.

رویکردهای تازه‌تری به دست Karel van der Leeuw و Pieter Mostert و همچنین رولاند هِنکِه  ایجاد شده‌است.
مشابه همین تقسیم‌بندی بین سنت‌گرایان و مدرنیست‌ها را در فرانسه نیز توان یافت، از یک سو Jacques Muglioni و ژاکلین روس قرار داشتند، و در سوی دیگر France Rollin و Michel Tozzi.
در برخی کشورها مانند ایتالیا آموزش فلسفه به‌طور سنتی تاریخ‌گرا است و در درس تاریخ اندیشه تدریس می‌شود.
ژورنال تخصصی آموزش فلسفه (نشریه) به مسایل آموزش فلسفه در سطح کالج‌ها و دانشگاه‌ها می‌پردازد.
از روش‌های آموزشی در فلسفه، روش سقراطی و هرمنوتیک را می‌توان نام برد. تأثیرِ پرورشیِ آموزش فلسفه نیز مورد توجه پژوهشگران این حوزه و فیلسوفان آموزش و پرورش است.